# Philodryas boliviana
Espèce
Synonymes
- Philodryas bolivianus Boulenger, 1896

Philodryas boliviana  est une espèce de serpents de la famille des Dipsadidae.

## Répartition
Cette espèce est endémique de Bolivie.

## Étymologie
Son nom d'espèce lui a été donné en référence à son lieu de découverte, la Bolivie.

## Publication originale
- Boulenger, 1896 : Catalogue of the snakes in the British Museum. London, Taylor & Francis, vol. 3, p. 1-727 (texte intégral).